# Tărgovisjte (region)
Tărgovisjte är en region (oblast) belägen i östra Bulgarien, med 112 474 invånare (2017). Den administrativa huvudorten är Tărgovisjte.

## Administrativ indelning
Oblastet är indelat i 5 kommuner: Antonovo, Omurtag, Opaka,  Popovo och Tărgovisjte.